# Communauté d'agglomération de Bourg-en-Bresse
 (septembre 2013).
La communauté d'agglomération de Bourg-en-Bresse est une ancienne communauté d'agglomération située dans le département de l'Ain et regroupant 15 communes.

## Historique
- 28 novembre 2000 : Composition de 19 membres y compris le président et les vice-présidents
- 28 novembre 2000 : Abrogation de la partie intitulée mise en place d'une dotation de solidarité
- 28 novembre 2000 : Transformation de la communauté de communes en communauté d'agglomération
- 28 décembre 2001 : Composition conseil de communauté de 58 membres dont Dompierre-sur-Veyle avec 2 délégués
- 1er janvier 2017 : Fusion avec 7 communautés de communes donnant naissance à la communauté d'agglomération du Bassin de Bourg-en-Bresse[1]

## Composition
Elle est composée des communes suivantes :
| Nom                        | Code Insee | Gentilé       | Superficie (km2) | Population (dernière pop. légale) | Densité (hab./km2) |
| -------------------------- | ---------- | ------------- | ---------------- | --------------------------------- | ------------------ |
| Bourg-en-Bresse (siège)    | 01053      | Burgiens      | 23,86            | 40 967 (2014)                     | 1 717              |
| Buellas                    | 01065      | Buellassiens  | 10,21            | 1 754 (2014)                      | 172                |
| Dompierre-sur-Veyle        | 01145      | Dompierrois   | 29,10            | 1 166 (2014)                      | 40                 |
| Jasseron                   | 01195      | Jasseronnais  | 18,93            | 1 709 (2014)                      | 90                 |
| Lent                       | 01211      | Lentais       | 31,48            | 1 426 (2014)                      | 45                 |
| Montcet                    | 01259      | Montceliens   | 6,68             | 663 (2014)                        | 99                 |
| Montracol                  | 01264      |               | 14,56            | 1 013 (2014)                      | 70                 |
| Péronnas                   | 01289      | Péronnassiens | 17,55            | 6 196 (2014)                      | 353                |
| Polliat                    | 01301      | Polliatis     | 20,07            | 2 489 (2014)                      | 124                |
| Saint-André-sur-Vieux-Jonc | 01336      | Jonçois       | 24,22            | 1 125 (2014)                      | 46                 |
| Saint-Denis-lès-Bourg      | 01344      | Sandeniens    | 12,58            | 5 505 (2014)                      | 438                |
| Saint-Rémy                 | 01385      | Remytois      | 7,38             | 984 (2014)                        | 133                |
| Servas                     | 01405      | Servasiens    | 13,05            | 1 206 (2014)                      | 92                 |
| Vandeins                   | 01429      |               | 9,40             | 678 (2014)                        | 72                 |
| Viriat                     | 01451      | Viriatis      | 45,03            | 6 250 (2014)                      | 139                |

## Membres du conseil de communauté
En avril 2008, Michel Fontaine, premier adjoint au maire de Bourg-en-Bresse, est élu président de la communauté d'agglomération.

## Compétences
- Assainissement non collectif
- Collecte des déchets des ménages et déchets assimilés
- Traitement des déchets des ménages et déchets assimilés
- Lutte contre les nuisances sonores
- Qualité de l'air
- Politique du cadre de vie
- Protection et mise en valeur de l'environnement
- Action sociale
- Dispositifs contractuels de développement urbain, de développement local et d'insertion économique et sociale
- Dispositifs locaux de prévention de la délinquance
- Création, aménagement, entretien et gestion de zone d'activités industrielle, commerciale, tertiaire, artisanale ou touristique
- Action de développement économique (Soutien des activités industrielles, commerciales ou de l'emploi, Soutien des activités agricoles et forestières...)
- Construction ou aménagement, entretien, gestion d'équipements ou d'établissements culturels, socioculturels, socio-éducatifs, sportifs
- Activités culturelles ou socioculturelles
- Activités sportives
- Schéma de cohérence territoriale (SCOT)
- Schéma de secteur
- Création et réalisation de zone d'aménagement concertée (ZAC)
- Constitution de réserves foncières
- Organisation des transports urbains
- Plans de déplacement urbains
- Etudes et programmation
- Création, aménagement, entretien de la voirie
- Programme local de l'habitat
- Politique du logement social
- Action et aide financière en faveur du logement social d'intérêt communautaire
- Action en faveur du logement des personnes défavorisées par des opérations d'intérêt communautaire
- Opération programmée d'amélioration de l'habitat (OPAH)
- Amélioration du parc immobilier bâti d'intérêt communautaire
- Autres

## Pour approfondir